# Phaius stenocentron
Phaius stenocentron är en orkidéart som beskrevs av Rudolf Schlechter. Phaius stenocentron ingår i släktet Phaius och familjen orkidéer.
Artens utbredningsområde är Sulawesi. Inga underarter finns listade i Catalogue of Life.